# Diecezja Limoges
Diecezja Limoges – diecezja Kościoła rzymskokatolickiego we Francji. Została erygowana już w I wieku. W 1822 uzyskała obecny kształt terytorialny. W 2002 została przeniesiona ze zlikwidowanej wówczas metropolii Bourges do nowo powstałej metropolii Poitiers.